# Taylor Harwood-Bellis
Taylor Harwood-Bellis, né le 30 janvier 2002 à Stockport en Angleterre, est un footballeur international anglais qui évolue au poste de défenseur central au Southampton FC.

## Biographie

### En club
Né  à Stockport en Angleterre, Taylor Harwood-Bellis est un pur produit du centre de formation de Manchester City, qu'il rejoint à l'âge de 6 ans en 2008. Il devient un grand espoir du club, et participe aux succès des différentes équipes de jeunes, notamment avec les moins de 18 ans. Il est titularisé en novembre 2020 lors de la finale de la FA Youth Cup contre les jeunes du Chelsea FC, remportée par son équipe sur le score de trois buts à deux.
Le 24 septembre 2019, Harwood-Bellis joue son premier match en professionnel à seulement 17 ans, lors d'une rencontre de Coupe de la Ligue anglaise contre Preston North End. Il commence la rencontre en tant que titulaire en défense centrale, aux côtés d'un autre jeune joueur, Eric García. Manchester City remporte la rencontre sans encaisser de but ce jour-là (0-3). Après la rencontre, son entraîneur Pep Guardiola salue ses qualités et affirme sa confiance en lui malgré son jeune âge. Harwood-Bellis joue son premier match de Ligue des Champions le 11 décembre 2019, face au Dinamo Zagreb, en entrant en jeu à la place de Nicolás Otamendi. Son équipe s'impose par quatre buts à un ce jour-là. Le 4 janvier 2020 il inscrit son premier but en professionnel en détournant un tir de John Stones lors d'une rencontre de coupe d'Angleterre remportée 4-1 par Manchester City contre Port Vale.
Le 1er février 2021, lors du dernier jour du mercato hivernal, Taylor Harwood-Bellis est prêté jusqu'à la fin de la saison à Blackburn Rovers.
Le 11 janvier 2022, Harwood-Bellis est prêté jusqu'à la fin de la saison à Stoke City.
Le 1er juillet 2022, il est prêté à Burnley.
Harwood-Bellis rejoint le Southampton FC le 1er septembre 2023, sous la forme d'un prêt d'une saison avec obligation d'achat à condition que les Saints remontent directement en Premier League,.

### En sélection
Taylor Harwood-Bellis est sélectionné avec l'équipe d'Angleterre des moins de 17 ans pour participer au championnat d'Europe des moins de 17 ans en 2019. Il officie comme capitaine lors de ce tournoi et se fait remarquer en inscrivant un but lors de la défaite de son équipe face aux Pays-Bas (5-2).
Le 27 août 2021, Taylor Harwood-Bellis est appelé pour la première fois avec l'équipe d'Angleterre espoirs. Il joue son premier match avec les espoirs lors de ce rassemblement, le 7 septembre 2021 contre le Kosovo. Il est titularisé et son équipe l'emporte par deux buts à zéro. Il remporte l'Euro Espoirs face à l'Espagne, le 8 juillet 2023, en étant le capitaine de son équipe (1-0).

## Statistiques
| Saison                | Club                    | Championnat           | Championnat | Championnat | Championnat | Coupe nationale | Coupe nationale | Coupe nationale | Coupe de la Ligue | Coupe de la Ligue | Coupe de la Ligue | Supercoupe | Supercoupe | Supercoupe | Compétition(s) continentale(s) | Compétition(s) continentale(s) | Compétition(s) continentale(s) | Compétition(s) continentale(s) | Play-Offs | Play-Offs | Play-Offs | Angleterre | Angleterre | Angleterre | Total | Total | Total |
| Saison                | Club                    | Division              | M.          | B.          | P.d.        | M.              | B.              | P.d.            | M.                | B.                | P.d.              | M.         | B.         | P.d.       | Comp.                          | M.                             | B.                             | P.d.                           | M.        | B.        | P.d.      | M.         | B.         | P.d.       | M.    | B.    | P.d.  |
| 2019-2020             | Manchester City         | Premier League        | -           | -           | -           | 1               | 1               | 0               | 2                 | 0                 | 0                 | -          | -          | -          | C1                             | 1                              | 0                              | 0                              | -         | -         | -         | -          | -          | -          | 4     | 1     | 0     |
| 2020-2021             | Manchester City         | Premier League        | -           | -           | -           | 2               | 0               | 0               | 2                 | 0                 | 0                 | -          | -          | -          | -                              | -                              | -                              | -                              | -         | -         | -         | -          | -          | -          | 4     | 0     | 0     |
| Sous-total            | Sous-total              | Sous-total            | -           | -           | -           | 3               | 1               | 0               | 4                 | 0                 | 0                 | -          | -          | -          | -                              | 1                              | 0                              | 0                              | -         | -         | -         | -          | -          | -          | 8     | 1     | 0     |
| 2020-2021             | Blackburn Rovers (prêt) | Championship          | 19          | 0           | 0           | -               | -               | -               | -                 | -                 | -                 | -          | -          | -          | -                              | -                              | -                              | -                              | -         | -         | -         | -          | -          | -          | 19    | 0     | 0     |
| 2021-2022             | RSC Anderlecht (prêt)   | Belgian Pro League    | 16          | 0           | 0           | -               | -               | -               | -                 | -                 | -                 | -          | -          | -          | C4                             | 3                              | 0                              | 0                              | -         | -         | -         | -          | -          | -          | 19    | 0     | 0     |
| 2021-2022             | Stoke City (prêt)       | Championship          | 22          | 0           | 0           | 2               | 0               | 0               | -                 | -                 | -                 | -          | -          | -          | -                              | -                              | -                              | -                              | -         | -         | -         | -          | -          | -          | 24    | 0     | 0     |
| 2022-2023             | Burnley FC (prêt)       | Championship          | 32          | 1           | 2           | 1               | 0               | 0               | 2                 | 0                 | 0                 | -          | -          | -          | -                              | -                              | -                              | -                              | -         | -         | -         | -          | -          | -          | 35    | 1     | 2     |
| Sous-total            | Sous-total              | Sous-total            | 89          | 1           | 2           | 3               | 0               | 0               | 2                 | 0                 | 0                 | -          | -          | -          | -                              | 3                              | 0                              | 0                              | -         | -         | -         | -          | -          | -          | 97    | 1     | 2     |
| 2023-2024             | Southampton FC (prêt)   | Championship          | 40          | 2           | 3           | 3               | 0               | 1               | -                 | -                 | -                 | -          | -          | -          | -                              | -                              | -                              | -                              | 3         | 0         | 0         | -          | -          | -          | 46    | 2     | 4     |
| 2024-2025             | Southampton FC          | Premier League        | 26          | 1           | 0           | 1               | 0               | 1               | 3                 | 2                 | 0                 | -          | -          | -          | -                              | -                              | -                              | -                              | -         | -         | -         | 1          | 1          | 0          | 31    | 4     | 1     |
| Sous-total            | Sous-total              | Sous-total            | 66          | 3           | 3           | 4               | 0               | 1               | 3                 | 2                 | 0                 | -          | -          | -          | -                              | -                              | -                              | -                              | 3         | 0         | 0         | 1          | 1          | 0          | 77    | 6     | 4     |
| Total sur la carrière | Total sur la carrière   | Total sur la carrière | 117         | 4           | 3           | 8               | 1               | 1               | 9                 | 2                 | 0                 | -          | -          | -          | -                              | 4                              | 0                              | 0                              | 3         | 0         | 0         | 1          | 1          | 0          | 142   | 8     | 4     |

## Palmarès

### En club
- Burnley FC
  - Champion d'Angleterre de deuxième division en 2023.

### En sélection nationale
- Angleterre espoirs
  - Vainqueur du Championnat d'Europe en 2023.

### Distinction individuelle
- Membre de l'équipe-type du Championnat d'Europe espoirs en 2023.